# باروخ گلدشتاین
باروخ کاپل گلدشتاین (به انگلیسی: Baruch Kappel Goldstein) پزشک، افراطی مذهبی و قاتل جمعی و تروریست یهودی، متولد آمریکا و تبعه اسرائیل بود که در سال ۱۹۹۴ به روی نمازگزاران فلسطینی در مسجد ابراهیم شهر الخلیل با مسلسل آتش گشود و باعث مرگ ۲۹ تن و زخمی شدن ۱۵۰ فلسطینی شد.
وی توسط باقی نمازگزاران مسجد مذکور با استفاده از یک کپسول آتش‌نشانی خلع سلاح شد، سپس فلسطینیان او را مورد ضرب و شتم قرار دادند تا در همان محل کشته شد.
انگیزه او از این اقدام تروریستی، باورهای یهودی افراطی در زمینه از بین بردن غیر یهودیان شناخته شد.

## نکات قابل توجه

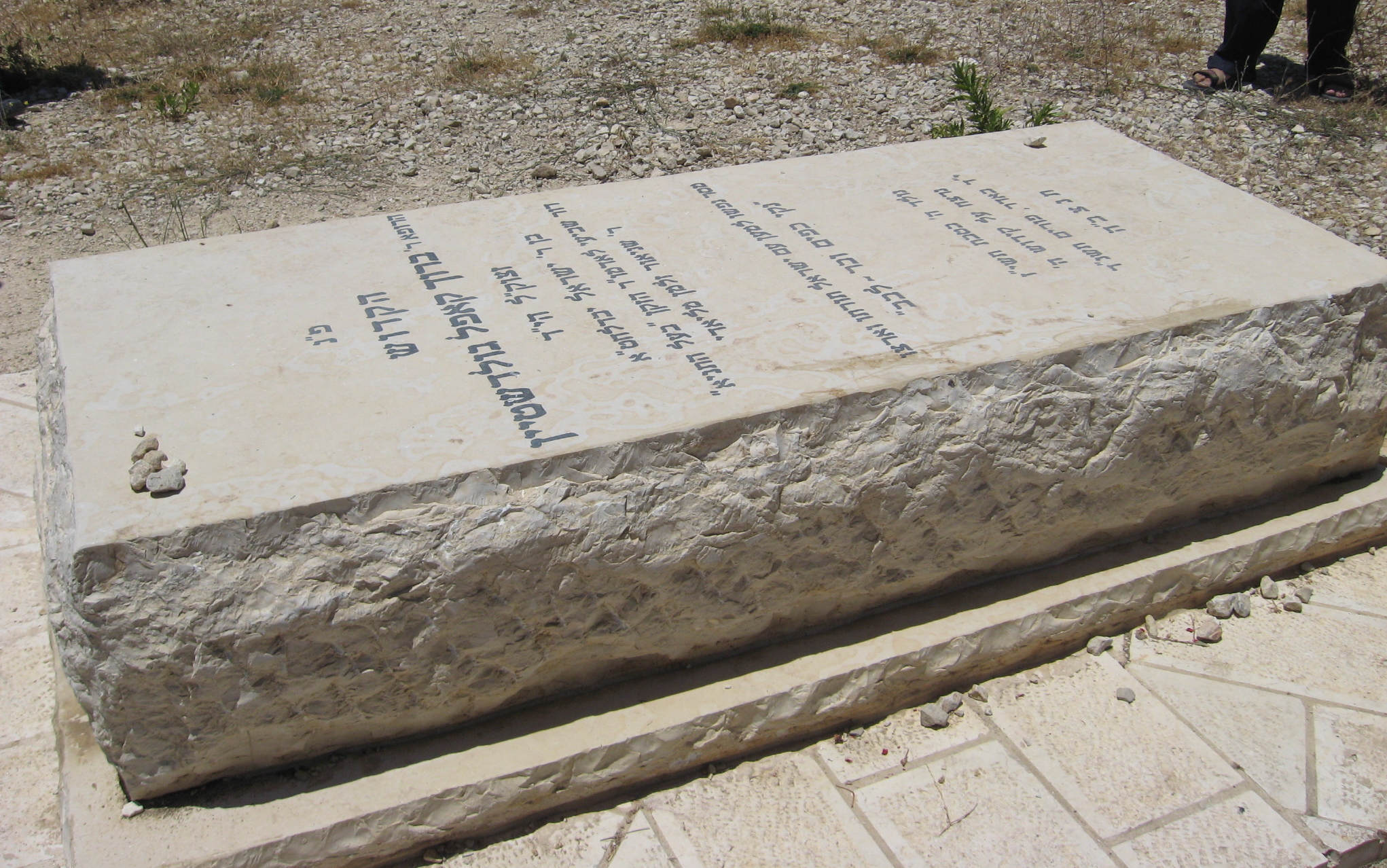
سنگ مزار باروخ گلدشتاین.

- همسر گلدشتاین از فلسطینیانی که در صحنه ترور حضور داشتند و گلدشتاین را مورد ضرب و شتم قرار دادند به اتهام قتل شکایت کرد ولی دولت اسرائیل دادگاهی در این زمینه تشکیل نداد.[۴]
- در محل دفن گلدشتاین در شهر کیریات آربا مقبره‌ای برای وی ساخته شد و یهودیان افراطی برای زیارت قبر وی که برای آنها به سبب کشتن فلسطینیان یک شهید و قهرمان محسوب می‌شد، به آنجا مراجعه می‌نمودند. روی قبر وی نوشته شده بود:[۵] باروخ گلدشتاین مقدس که زندگی خود را برای ملت یهود، تورات و سرزمین اسرائیل فدا کرد.